# Đặng Văn Lâm
Đặng Văn Lâm (tiếng Nga: Лев Шонович Данг, đã Latinh hoá: Lev Shonovich Dang, sinh ngày 13 tháng 8 năm 1993) là một cầu thủ bóng đá chuyên nghiệp người Việt - Nga, hiện đang thi đấu ở vị trí thủ môn cho câu lạc bộ Phù Đổng Ninh Bình tại V.League 1 và đội tuyển bóng đá quốc gia Việt Nam.

## Sự nghiệp câu lạc bộ

### Khởi đầu
Đặng Văn Lâm trưởng thành từ câu lạc bộ trẻ Spartak Moscow vào năm 2005 sau 5 năm, cuối năm đó anh chuyển đến câu lạc bộ Dinamo Moscow học hỏi thêm 4 năm.

### Hoàng Anh Gia Lai
Năm 2010, anh về Việt Nam và bắt đầu sự nghiệp cầu thủ chuyên nghiệp với câu lạc bộ Hoàng Anh Gia Lai. Mùa 2013, anh được chuyển sang thi đấu cho câu lạc bộ Hoàng Anh Attapeu tại giải bóng đá ngoại hạng Lào theo dạng cho mượn. Dù cùng Hoàng Anh Attapeu giành ngôi á quân giải Lào nhưng sau khi trở lại Việt Nam, anh đã phải chia tay phố Núi vì không được trọng dụng và quay trở lại thi đấu cho 2 câu lạc bộ hạng thấp ở Nga là Duslar và Rodina Moscow.

### Hải Phòng
Năm 2015, anh quay trở lại Việt Nam để thi đấu cho câu lạc bộ Hải Phòng. Sau khi thất bại với việc có được suất bắt chính năm 2015, cho đến 2016, anh trở thành thủ môn trọng yếu của câu lạc bộ và ngay sau đó được gọi lên đội tuyển quốc gia Việt Nam bởi huấn luyện viên Miura Toshiya. Tháng 9 năm 2017, Văn Lâm ngã dẫn đến lật cổ chân khi bị trợ lý huấn luyện viên Lê Sỹ Mạnh hành hung. Văn Lâm sau đó đã rời khỏi Việt Nam và quay trở lại nước Nga. Nhưng một năm sau đó, anh lại quay trở về câu lạc bộ để tiếp tục thi đấu V.League 2018 sau khi Lê Sỹ Mạnh (người hành hung anh) đã bị sa thải trước đó.

### Muangthong United
Tháng 1 năm 2019, sau kỳ Asian Cup thành công cùng đội tuyển Việt Nam, Văn Lâm được câu lạc bộ Muangthong United của Thái Lan để ý. Anh đồng ý thi đấu cho câu lạc bộ và đã ký vào bản hợp đồng kéo dài 3 năm. Đội bóng Thái Lan phải trả cho Hải Phòng 500.000 USD để đổi lấy sự phục vụ của thủ môn Việt kiều.
Năm 2021, việc Đặng Văn Lâm rời Muangthong United sang Cerezo Osaka đã được người đại diện của thủ môn này, ông Andrey Grushin, tiết lộ với tờ VnExpress từ ngày 7 tháng 1. Theo Grushin, Muangthong đã vi phạm các điều khoản về lương với Văn Lâm, nên thủ thành Việt kiều hoàn toàn là cầu thủ tự do và có thể thoải mái gia nhập Cerezo. Muangthong không chấp nhận để Văn Lâm ra đi dễ dàng. Câu lạc bộ Thái Lan kiện Văn Lâm lên FIFA, cho rằng anh và người đại diện tự ý phá vỡ hợp đồng. Muangthong thậm chí kiện cả Cerezo Osaka vì đã tự ý tiếp xúc với cầu thủ của họ. Phía Văn Lâm và ông Grushin vẫn tự tin vào vụ chuyển nhượng và khẳng định sẽ giành chiến thắng trong cuộc chiến pháp lý với câu lạc bộ Thái Lan.

### Cerezo Osaka
Ngày 27 tháng 1 năm 2021, FIFA đã tạm thời cấp ITC (giấy phép chuyển nhượng quốc tế) cho Văn Lâm, mở đường cho anh ký hợp đồng với Cerezo Osaka. Sáng 30 tháng 1 năm 2021, câu lạc bộ Cerezo Osaka của Nhật Bản thông báo tuyển mộ thành công Đặng Văn Lâm. Anh chính thức là cầu thủ người Việt Nam đầu tiên khoác áo một câu lạc bộ J1 League, giải đấu cấp cao nhất của bóng đá Nhật Bản.
Chiều 9 tháng 6 năm 2021, Đặng Văn Lâm được huấn luyện viên Levir Culpi trao cơ hội bắt chính trước Gainare Tottori trong khuôn khổ trận đấu thuộc vòng 2 Cúp Hoàng đế Nhật Bản. Đây cũng là lần đầu tiên anh ra sân cho Cerezo Osaka kể từ khi chuyển đến đây vào tháng 1. Lần thứ 2, Văn Lâm được trao cơ hội bắt chính cho Cerezo Osaka là tại trận gặp Quảng Châu ở vòng đấu bảng AFC Champions League 2021.

### Bình Định
Đặng Văn Lâm ký hợp đồng ba năm với Bình Định chiều ngày 15 tháng 8 năm 2022, nhưng chưa thể ra mắt V.League 2022 do chấn thương trong buổi tập hôm 24 tháng 8, trước đó, anh mắc COVID-19 và bỏ lỡ trận đấu ở vòng 13 với Thanh Hóa. Anh góp phần giúp Bình Định thắng 3-0 trên sân Hà Nội ở vòng 15 tối 2 tháng 9 và giúp thắng Viettel để vào bán kết Cúp Quốc gia 2022 nhờ loạt sút luân lưu.

## Sự nghiệp quốc tế
Văn Lâm bắt đầu thi đấu cho đội tuyển quốc gia Việt Nam từ năm 2015, khi đó Việt Nam đang sở hữu một số cầu thủ nhập tịch có nguồn gốc nước ngoài. Cùng với cầu thủ Việt kiều Cộng hòa Séc là Mạc Hồng Quân, anh là một trong hai cầu thủ nhập tịch đáng chú ý nhất của đội tuyển quốc gia. Chỉ 1 năm sau, anh lại được huấn luyện viên Nguyễn Hữu Thắng gọi lên triệu tập cho đội tuyển quốc gia để tham dự AFF Cup 2016 nhưng cả giải đấu anh chỉ ngồi trên băng ghế dự bị.
Vào tháng 6 năm 2017, anh có trận ra mắt ở vòng loại AFC Asian Cup 2019 gặp Jordan tại Thành phố Hồ Chí Minh, nơi tài năng của anh đã giúp giữ sạch lưới khi trận đấu kết thúc với tỷ số 0–0. Anh được khen ngợi về kỹ năng của mình. Tuy nhiên, phải đến chức vô địch AFF Cup 2018, tiềm năng mới mang lại danh tiếng cho anh, giúp Việt Nam chinh phục Đông Nam Á sau 10 năm kể từ danh hiệu đầu tiên.
Trong trận đấu thuộc vòng 16 đội AFC Asian Cup 2019, một lần nữa đối đầu với Jordan, anh đã có một pha cứu thua rất quan trọng trước Ahmed Samir trên chấm luân lưu sau 120 phút thi đấu để giúp Việt Nam lọt vào tứ kết. Tại tứ kết gặp Nhật Bản, anh có hàng loạt pha cứu thua trước những pha tấn công từ đối thủ và chỉ để thua sát nút 0-1 từ một quả phạt đền của Dōan Ritsu.
Anh đã trở thành trụ cột của Việt Nam tại vòng loại thứ 2 FIFA World Cup 2022, nơi anh đã tạo ra một màn trình diễn mạnh mẽ, bao gồm một pha cản phá thành công quả phạt đền trong trận đấu quan trọng của Việt Nam với đối thủ Thái Lan trên sân nhà, được so sánh với pha cản phá quả phạt đền của Igor Akinfeev trước Tây Ban Nha tại FIFA World Cup 2018 do có nét tương đồng. Trong lượt về của vòng loại thứ hai, Đặng Văn Lâm phải rút khỏi danh sách thi đấu sau khi một đồng đội của anh ở Cerezo Osaka nhiễm COVID-19. Ngày 28 tháng 8 năm 2021, HLV Park Hang-seo triệu tập bổ sung cho Đặng Văn Lâm lọt vào danh sách 25 cầu thủ bay sang Ả Rập Xê Út (quá cảnh tại Qatar). Ngày 29 tháng 3 năm 2022, Văn Lâm có mặt trong danh sách thi đấu của Việt Nam trong trận gặp Nhật Bản tại vòng loại thứ 3 FIFA World Cup 2022 ngay trên sân Saitama của Nhật Bản, quốc gia mà anh đang thi đấu cấp câu lạc bộ, và có mặt trên sân trong ít phút cuối trận.
Tại AFF Cup 2022, Văn Lâm là một mắt xích quan trọng của Việt Nam trong hành trình tiến đến trận chung kết với hàng loạt pha cứu thua xuất sắc. Dù không thể vô địch sau khi thất bại trước Thái Lan 2-3 chung cuộc sau hai lượt trận nhưng anh vẫn đi vào lịch sử giải đấu khi là thủ môn giữ sạch lưới nhiều trận liên tiếp nhất với 7 trận tính cả trận chung kết lượt về với Malaysia vào năm 2018.
Kể từ tháng 11 năm 2023, Văn Lâm không được thi đấu cho Việt Nam do chấn thương và Nguyễn Filip được trao suất bắt chính tại Asian Cup 2023. Tới tháng 5, sau khi bình phục chấn thương, anh cùng Nguyễn Filip đều được triệu tập lên đội tuyển thi đấu tại lượt cuối vòng loại thứ hai World Cup 2026. Cả hai thủ môn Việt Kiều được coi là những thủ thành tốt nhất Việt Nam hiện tại và sẽ có cuộc cạnh tranh cho vị trí trong khung thành. Ngày 6 tháng 6 năm 2024, Văn Lâm được bắt trận thắng 3-2 trước Philippines và được Nguyễn Filip thay thế ở trận sau đó gặp Iraq.
Ngày 5 tháng 9, Văn Lâm thi đấu trong trận thua 0-3 trước Nga tại giải giao hữu LPBank Cup, anh mắc sai lầm ở bàn thua thứ hai khi đá hụt bóng từ đường chuyền về của Vũ Văn Thanh.

## Đời tư
Đặng Văn Lâm được sinh ra và lớn lên tại thủ đô Moskva của Nga, có bố là người Việt tên là Đặng Văn Sơn và mẹ là người Nga tên là Olga Zhukova. Bố anh là em sinh đôi với Nghệ sĩ Nhân dân Đặng Văn Hùng, do vậy anh có người chị họ là diễn viên múa Đặng Linh Nga. Bố mẹ của anh đều từng là vũ công múa ba lê. Anh cũng có anh em ruột trong đó có em trai là Đặng Văn Mạnh (tên tiếng Nga là Aleksey Shonovich Dang) và em gái tên là Đặng Thanh Giang (tên tiếng Nga là Lyubov Shonovna Dang). Tên tiếng Nga của Văn Lâm là Lev Shonovich Dang, là bởi vì mẹ anh thần tượng thủ môn huyền thoại người Liên Xô Lev Yashin, người mà Văn Lâm coi là hình mẫu để học hỏi.
Mặc dù cả nhà đều yêu mến và theo sự nghiệp nghệ thuật, Văn Lâm quyết định chọn con đường đi theo sự nghiệp bóng đá. Vì tài năng bóng đá thiên bẩm có sẵn của Văn Lâm nên anh đã được lò đào tạo của câu lạc bộ Spartak Moscow của Nga chú ý và anh đã gia nhập đội bóng này. Tuy vậy, sau khi bị từ chối chơi bóng ở nơi quê cha đất tổ của mình và cả lúc bị loại khỏi danh sách đội hình đội tuyển U-23 Việt Nam tham dự giải đấu bóng đá nam của ASIAD 2018, bố anh đã khuyên Văn Lâm nên quay trở lại nước Nga và làm nghề kế toán. Tuy vậy, anh vẫn ở lại Việt Nam và không thay đổi ý chí ban đầu. Anh cũng sở hữu một giọng hát hay và tốt với chất giọng ngọt ngào và trầm ấm. Anh thông thạo 3 ngôn ngữ là tiếng Việt, tiếng Nga và tiếng Anh.
Đặng Văn Lâm là một tín đồ của đạo Chính thống giáo, anh thường xuyên cầu nguyện Chúa phù hộ cho mình và làm dấu thánh giá để thể hiện niềm tin, điều này khiến cho Văn Lâm trở thành tín đồ Chính thống giáo đầu tiên của đội tuyển quốc gia Việt Nam.
Là một người gốc Nga nên Đặng Văn Lâm cũng yêu quý đội tuyển bóng đá Nga. Anh ăn mừng phấn khích khi Nga vượt qua Tây Ban Nha trên loạt 11m và tiến vào tứ kết World Cup 2018. Thần tượng của anh là tuyển thủ quốc gia Artem Dzyuba.
Ngày 7 tháng 7 năm 2024, thủ môn Đặng Văn Lâm tổ chức lễ cưới với cô dâu Yến Xuân tại một bãi biển ở Nha Trang. Hôn lễ của anh diễn ra riêng tư, khi chỉ có sự xuất hiện của gia đình 2 bên và một số khách mời thân thiết.

## Thống kê sự nghiệp

### Quốc tế
Tính đến ngày 21 tháng 11 năm 2023
| Đội tuyển quốc gia | Năm       | Trận | Bàn |
| ------------------ | --------- | ---- | --- |
| Việt Nam           | 2017      | 2    | 0   |
| Việt Nam           | 2018      | 9    | 0   |
| Việt Nam           | 2019      | 12   | 0   |
| Việt Nam           | 2021      | 1    | 0   |
| Việt Nam           | 2022      | 3    | 0   |
| Việt Nam           | 2023      | 11   | 0   |
| Tổng cộng          | Tổng cộng | 42   | 0   |

## Danh hiệu

### Câu lạc bộ
Cerezo Osaka
- J.League Cup:
  -  Á quân (1): 2021

Quy Nhơn Bình Định
- V.League 1: 
  -  Á quân (1): 2023–24
  -  Hạng 3 (1): 2022
- Cúp Quốc gia:
  -  Á quân (1): 2022
  -  Hạng 3 (1): 2023

Phù Đổng Ninh Bình
- V.League 2: 
  -  Vô địch (1): 2024–25

### Quốc tế
Olympic Việt Nam
- VFF Cup: 2018

Việt Nam
- AFF Cup:  2018;  2022
- Á quân King's Cup: 2019

### Cá nhân
- Đội hình xuất sắc nhất AFF Cup: 2018
- Đội hình xuất sắc nhất Đông Nam Á: 2019[40]
- Quả Bóng Đồng Việt Nam: 2023